# Движение за независимость Тайваня
Движение за независимость Тайваня — политическое движение, стремящееся к официальному международному признанию Тайваня как независимого, суверенного государства и выступающее против объединения с  Китайской Народной Республикой.
В настоящее время политический статус Тайваня неоднозначен. Тайвань и другие острова в настоящее время находятся под контролем Китайской Республики (Тайвань), государства, которое поддерживает официальные дипломатические отношения и признано двенадцатью странами, признанными членами Организации Объединённых Наций. Нынешняя администрация Китайской Республики (Тайвань) утверждает, что Тайвань уже является независимой страной как Китайская Республика, и поэтому ему не нужно добиваться какой-либо формальной независимости.
Использование термина независимости для Тайваня может быть неоднозначным. Если некоторые сторонники заявляют, что они согласны с независимостью Тайваня, они могут иметь в виду либо идею формального создания независимой Республики Тайвань, либо идею о том, что Тайвань стал синонимом нынешней Китайской Республики и уже является независимым (как отражено в концепции одной страны с каждой стороны). Некоторые сторонники выступают за исключение Цзиньмэнь и Мацзу, которые контролируются Тайванем, но являются частью материкового Китая.
Независимость Тайваня поддерживается Большой зеленой коалицией на Тайване, но противостоит Большая синяя коалиция, которая стремится сохранить несколько двусмысленный статус-кво Китайской Республики в соответствии с консенсусом 1992 года или постепенно воссоединиться с материковым Китаем на какой-то момент.
Правительство Китайской Народной Республики (КНР) выступает против независимости Тайваня, поскольку считает, что Тайвань и материковый Китай составляют две части территории одной страны. Правительство КНР сформулировало «принцип одного Китая», согласно которому иностранные государства могут поддерживать официальные дипломатические отношения с КНР только при условии, что они откажутся от всех официальных дипломатических отношений и формального признания Китайской Республики. Благодаря экономическому влиянию КНР, она успешно вынудила многие страны отозвать официальное признание Китайской Республики.

## История независимости Тайваня
Многие сторонники независимости Тайваня рассматривают историю Тайваня с 17 века как непрерывную борьбу за независимость и используют её как источник вдохновения для нынешнего политического движения.
Согласно этой точке зрения, коренные жители Тайваня и те, кто поселился там, неоднократно оккупировались такими группами, как голландцы, испанцы, империя Мин, монархисты Коксинга и Южного Мина, империя Цин, японцы и, наконец, китайские националисты под руководством Гоминьдана. С точки зрения сторонников независимости, движение за независимость Тайваня началось при правлении династии Цин в 1680-х годах, что привело к появлению хорошо известной в те дни поговорки: «Каждые три года восстание, каждые пять лет мятеж». Сторонники независимости Тайваня сравнивали Тайвань под властью Гоминьдана с Южной Африкой при апартеиде. Движение за независимость Тайваня под властью Японии поддерживалось Мао Цзэдуном в 1930-х годах как средство освобождения Тайваня от японского правления.
После окончания Второй мировой войны в 1945 году, издав «Общий приказ № 1» Верховному главнокомандующему союзных войск, союзники согласились, что армия Китайской Республики под командованием Гоминьдана «временно оккупирует Тайвань, от имени союзных войск».
Мао Цзэдун был одним из первых сторонников независимости Тайваня, заявив Эдгару Сноу в 1930-х годах, что Коммунистическая партия Китая окажет «нашу горячую помощь в их борьбе за независимость». Он изменил эту позицию только после того, как националисты начали претендовать на Тайвань посредством Каирской декларации.

### Период военного положения
Современное политическое движение за независимость Тайваня восходит к японскому колониальному периоду, но жизнеспособной политической силой на Тайване оно стало только в 1990-х годах. Независимость Тайваня периодически отстаивалась во время японского колониального периода, но подавлялась японским правительством. Эти усилия были целью Коммунистической партии Тайваня в конце 1920-х годов. В отличие от нынешних формулировок и в соответствии с мышлением Коминтерна, такое гипотетическое государство было бы пролетарским. С окончанием Второй мировой войны в 1945 году японское правление закончилось, но последующее авторитарное правление Гоминьдана в Китайской Республике позже возродило призывы к местному самоуправлению. Однако это движение поддержали китайские студенты, родившиеся на острове и не связанные с Гоминьданом. Он нашёл свои корни в США и Японии. В 1950-е годы в Японии было создано Временное правительство Республики Тайвань. Томас Ляо номинально был президентом. Одно время она поддерживала квази-официальные отношения с новой независимой Индонезией. Это стало возможным главным образом благодаря связям между Сукарно и представителем Временного правительства в Юго-Восточной Азии Чэнь Чжисюном, который помогал местным движениям сопротивления Индонезии против японского правления.
После того, как Гоминьдан установил контроль над островом, в центре внимания движения было средство выражения недовольства коренных тайваньцев правлением «материковых китайцев» (то есть людей, родившихся в материковом Китае, которые бежали на Тайвань вместе с Гоминьданом в конце 1940-х годов). Инцидент 28 февраля 1947 года и последующее военное положение, продлившееся до 1987 года, способствовали периоду белого террора на острове. В 1979 году произошёл Гаосюнский инцидент, когда движение за демократизацию и независимость усилилось.
В период с 1949 по 1991 год официальная позиция правительства Китайской Республики на Тайване заключалась в том, что оно было законным правительством всего Китая, и оно использовало эту позицию как оправдание авторитарных мер, таких как отказ освободить места, занимаемые избранными делегатами на материке в 1947 году от Законодательного юаня. В ответ на это движение за независимость Тайваня усилилось и представило альтернативное видение суверенного и независимого тайваньского государства. Это видение было представлено через ряд символов, таких как использование тайваньского языка в противовес преподаваемому в школе гоюю (севернокитайскому языку).
Несколько экспертов разработали различные версии конституции, как в качестве политического заявления или видения, так и в качестве интеллектуального упражнения. Большинство этих проектов отдают предпочтение двухпалатной парламентской, а не президентской системе. По крайней мере, в одном таком проекте места в верхней палате были бы разделены поровну между представителями традиционных этнических групп Тайваня. В 1980-х годах китайское националистическое правительство считало публикацию этих идей преступной. В наиболее напряжённом моменте было принято решение арестовать издателя, выступающего за независимость, Чжэн Наньжуна за публикацию версии в его танвайском журнале «Liberty Era Weekly» (自由時代週刊, Zìyóu shídài zhōukān). Вместо того, чтобы сдаться властям, Чжэн в знак протеста совершил самосожжение. Другие кампании и тактики в отношении такого государства включали разработка и собирание проектов нового национального флага и гимна среди общественности (например, гимн "Тайвань зелёный"). Совсем недавно активную роль сыграла Тайваньская кампания по исправлению названий (台灣正名運動, Táiwān zhèngmíng yùndòng). Однако более традиционные сторонники независимости раскритиковали исправление названий как всего лишь поверхностную тактику, лишённую более широкого видения, присущего программе независимости.
Различные зарубежные движения за независимость Тайваня, такие как Формозская ассоциация, Всемирные объединенные формозцы за независимость, Объединение молодых формозцев за независимость, Союз за независимость Формозы в Европе, Объединённые формозцы в Америке за независимость и Комитет по правам человека в Формозе, опубликовали «The Independent Formosa» в нескольких томах издательства «Formosan Association». В «The Independent Formosa», в томах 2–3 они пытались оправдать сотрудничество Тайваня с Японией во время Второй мировой войны, заявляя, что «атмосфера охватывала все японские территории, включая Корею и Формозу, а также собственно Японии», когда Тайваньские публикации поддержали «священную войну» Японии и заявили, что люди, которые её развязали, не виноваты.
Лидер антикоммунистического Гоминьдана Чан Кайши, президент Китайской Республики на Тайване, считал, что американцы собираются устроить против него государственный переворот вместе с провозглашением независимости Тайваня. В 1950 году Цзян Цзинго стал главой тайной полиции, которым оставался до 1965 года. Чан Кайши также считал своими врагами некоторых людей, друживших с американцами. Враг семьи Цзян, У Гочжэнь, был изгнан с поста губернатора Тайваня Цзян Цзинго и бежал в Америку в 1953 году. Цзян Цзинго, получивший образование в Советском Союзе, инициировал военную организацию советского типа в Китайской Республике. Вооружённые силы, реорганизация и советизация политического офицерского корпуса, наблюдение и деятельность партии Гоминьдана были распространены во всей армии. Противником этого был Сунь Лижэнь, получивший образование в Американском военном институте Вирджинии. Цзян Цзинго организовал скандальный военный трибунал и арест генерала Сунь Лижэня в августе 1955 года за заговор совместно с американским ЦРУ государственного переворота против его отца Чан Кайши и Гоминьдана. ЦРУ якобы хотело помочь Суню взять под контроль Тайвань и провозгласить его независимость.
В эпоху военного положения, продолжавшегося до 1987 года, обсуждение независимости Тайваня было запрещено на Тайване, в то время как отвоевание континентального Китая и национальное объединение были заявленными целями Китайской Республики. За это время многие сторонники независимости и другие диссиденты бежали за границу и проводили там свою пропагандистскую работу, особенно в Японии и США. Часть их работы заключалась в создании аналитических центров, политических организаций и лоббистских сетей, чтобы влиять на политику принимающих стран, особенно Соединённых Штатов, главного союзника Китайской Республики в то время, хотя большого успеха они добились гораздо позже. На Тайване движение за независимость было одной из многих диссидентских причин среди усиливающегося демократического движения 1970-х годов, кульминацией которого стал Гаосюнский инцидент 1979 года. В конечном итоге была сформирована Демократическая прогрессивная партия (ДПП), которая представляла диссидентские движения.

### Многопартийный период
После отмены военного положения в 1987 году и принятия многопартийной политики Демократическая прогрессивная партия стала всё больше отождествлять себя с независимостью Тайваня, которая вошла в её партийную платформу в 1991 году. В то же время многие зарубежные сторонники независимости и организации вернулись на Тайвань и впервые открыто продвигали своё дело на Тайване, постепенно завоевывая политическую поддержку. Многие ранее бежали в США или Европу и были в чёрном списке Гоминьдана, который не позволял им вернуться на Тайвань. Там, где они бежали, они создали множество организаций, таких как Европейская федерация тайваньских ассоциаций или Формозская ассоциация по связям с общественностью. К концу 1990-х годов ДПП и независимость Тайваня завоевали на Тайване солидную электоральную поддержку, поддерживаемую все более громкой и жесткой базой.
По мере того как в последние годы электоральный успех ДПП, а затем и Большой зеленой коалиции под руководством ДПП рос, движение за независимость Тайваня сместило акцент на политику идентичности, предложив множество планов, включающих символизм и социальную инженерию. Интерпретация исторических событий, таких как инцидент 28 февраля, использование языка вещания и обучения на родном языке в школах, официальное название и флаг Китайской Республики, лозунги в армии, ориентация карт - все это вопросы, вызывающие озабоченность в настоящее время. День движения за независимость Тайваня. Это движение, находившееся на пике своего развития в 70-90-х годах в форме тайваньского литературного движения и других культурных потрясений, в последние годы замедлилось по мере усвоения этих изменений. Трения между «материковыми» и «коренными» общинами на Тайване уменьшились из-за общих интересов: расширения экономических связей с материковым Китаем, продолжающихся угроз со стороны КНР вторжением и сомнений относительно того, поддержат ли Соединённые Штаты одностороннюю декларацию независимость. С конца 1990-х годов многие сторонники независимости Тайваня утверждали, что Тайвань, как Китайская республика, уже независим от материка, что делает официальную декларацию ненужной. В мае 1999 года Демократическая прогрессивная партия официально закрепила эту позицию в своей «Резолюции о будущем Тайваня».

#### Администрация Ли Дэнхуэя (1988–2000)
В 1995 году президент Тайваня Ли Дэнхуэй получил разрешение выступить в Корнеллском университете о своей мечте о независимости Тайваня. Впервые тайваньскому лидеру разрешили посетить Соединённые Штаты. Это привело к военной реакции со стороны Китая, которая включала покупку российских подводных лодок и проведение ракетных испытаний вблизи Тайваня.

#### Администрация Чэнь Шуйбяня (2000–2008)
В феврале 2007 года президент Чэнь Шуйбянь инициировал изменение названий государственных предприятий, а также посольств и зарубежных представительств страны. В результате компания Chunghwa Post Co. (中華郵政, Zhōnghuá yóuzhèng) была переименована в Taiwan Post Co. (臺灣郵政, Táiwān yóuzhèng), а Chinese Petroleum Corporation (中國石油, Zhōngguó shíyóu) теперь называется CPC Corporation, Taiwan (臺灣中油, Táiwān zhōngyóu), а на вывесках в посольствах Тайваня теперь изображены слово «Тайвань» в скобках после слова «Китайская Республика». В 2007 году компания Taiwan Post Co. выпустила марки с названием «Тайвань» в память об инциденте 28 февраля. Однако название почтового отделения было возвращено на «Chunghwa Post Co». После инаугурации президента Ма Инцзю от Гоминьдана в 2008 году.
Лагерь Большой синей коалиции выразил своё несогласие с изменениями, а бывший председатель Гоминьдана Ма Инцзю заявил, что это создаст дипломатические проблемы и вызовет напряжённость между двумя сторонами тайваньского пролива. Он также утверждал, что без изменения соответствующего законодательства, касающегося государственных предприятий, изменение названий этих предприятий не может быть действительным. Поскольку лагерь Большой синей коалиции имел лишь незначительное парламентское большинство в администрации президента Чэня, предложение правительства об изменении закона на этот счёт было заблокировано оппозицией. Позже официальный представитель Госдепартамента США Шон МакКормак заявил, что США не поддерживают административные шаги, которые могли бы изменить статус-кво со стороны Тайбэя или Пекина и рассматриваться как угроза региональной безопасности.
Бывший президент Ли Дэнхуэй заявил, что он никогда не добивался независимости Тайваня. Ли считает, что Тайвань уже является независимым государством, и что призыв к «независимости Тайваня» может даже сбить с толку международное сообщество, подразумевая, что Тайвань когда-то считал себя частью Китая. С этой точки зрения Тайвань независим, даже если он по-прежнему не может вступить в ООН. Ли сказал, что наиболее важными целями являются улучшение условий жизни людей, формирование национального самосознания, официальное изменение названия и разработка новой конституции, отражающей нынешнюю реальность, чтобы Тайвань мог официально идентифицировать себя как страну.

#### Администрация Ма Инцзю (2008–2016)
12 января 2008 года состоялись выборы в законодательные органы, в результате которых Гоминьдан и Большая синяя коалиция получили подавляющее большинство (86 из 113 мест) в законодательном органе. Демократическая прогрессивная партия президента Чэнь Шуйбяня потерпела тяжёлое поражение, получив лишь оставшиеся 27 мест. Младший партнёр Большой зелёной коалиции, Тайваньский союз солидарности, не получил мест.
Два месяца спустя в субботу, 22 марта 2008 года, состоялись выборы президента и вице-президента Китайской Республики на 12-й срок. Кандидат от Гоминьдана Ма Инцзю победил, набрав 58% голосов, положив конец восьмилетнему правлению Демократической прогрессивной партии. Наряду с выборами в законодательные органы 2008 года убедительная победа Ма вернула Гоминьдан к власти на Тайване.
1 августа 2008 года Совет директоров Taiwan Post Co. решил отменить изменение названия и восстановил название «Chunghwa Post». Совет директоров, приняв решение восстановить название корпорации, также принял решение повторно нанять генерального директора, уволенного в 2007 году, и отозвать против него дело о клевете.
2 сентября 2008 года президент Ма определил отношения между Тайванем и материковым Китаем как «особые», но «не отношения между двумя государствами» – это отношения, основанные на двух территориях одного государства, причём Тайвань считает, что это государство является Китайской Республикой. Китай и материковый Китай считают это государство Китайской Народной Республикой.
Подход Ма к материку явно уклоняется от политических переговоров, которые могут привести к объединению, которое является конечной целью материка. Руководящие принципы национального объединения остаются «замороженными», и Ма исключил любое обсуждение объединения в течение своего срока своими «тремя нет» (никакого объединения, никакой независимости и никакого применения силы).

#### Администрация Цай Инвэнь (2016–2024)
Демократическая прогрессивная партия во главе с Цай Инвэнь одержала убедительную победу над Гоминьданом 20 мая 2016 года. Её администрация заявила, что она стремится сохранить нынешний политический статус Тайваня. Правительство КНР продолжает критиковать правительство Китайской Республики, поскольку администрация ДПП отказалась официально признать Консенсус 1992 года и политику одного Китая.

## Правовая основа независимости Тайваня
Независимость Тайваня поддерживается Большой зелёной коалицией на Тайване во главе с Демократической прогрессивной партией, но против неё выступает Большая синяя коалиция во главе с Гоминьданом. Бывшая коалиция стремится в конечном итоге добиться полной суверенной независимости Тайваня. Принимая во внимание, что последняя коалиция стремится улучшить отношения с правительством Пекина (КНР), которое она называет «материковым Китаем», и в конечном итоге «воссоединиться» в какой-то момент.
Обе стороны уже давно вынуждены рискованно танцевать вокруг так называемого «статус-кво» политического статуса Тайваня. ДПП не может немедленно провозгласить независимость из-за давления со стороны КНР и Гоминьдана, тогда как Гоминьдан и КНР не могут немедленно добиться объединения Китая из-за давления со стороны ДПП и её неофициальных союзников (включая политические фракции внутри США), Японии и Европейского Союза (ЕС)).
Симоносекский договор 1895 года и Сан-Францисский договор 1951 года часто упоминаются как основные основы независимости Тайваня в международном праве, если такие вещи, как «самоопределение» и Конвенция Монтевидео (о Правах и обязанностях государств) следует игнорировать. Эти два договора не признаны правительством Пекина и Большой синей коалицией Тайваня.
В то время как КНР обычно отвергает самоопределение и Конвенцию Монтевидео как заговор против китайского суверенитета, два вышеупомянутых договора имеют прочную правовую основу в международном праве и были признаны многими странами по всему миру. Примечательно, что Сан-Францисский договор формирует основную основу независимости современной Японии (от союзников по Второй мировой войне) и во многом диктует современную геополитику Японии.
Предпосылкой цитирования этих двух договоров является то, что: а) Япония получила суверенитет над Тайванем в 1895 году, б) Япония потеряла суверенитет над Тайванем в 1951–1952 годах и в) После этого Япония никогда не указывала «государство-преемник» Тайваня. Таким образом, по мнению некоторых активистов, это означает, что Тайвань контролируется Китайской Республикой только от имени союзников по Второй мировой войне и не является частью суверенной территории Китайской Республики.
Правительство Пекина игнорирует эти два договора, заявляя, что: а) Симоносекский договор аннулирован и б) Сан-Францисский договор был незаконным. Более того, Потсдамскую декларацию и Каирскую декларацию часто называют неоспоримыми основаниями китайского суверенитета над Тайванем.
КНР также подчеркивает, что Организация Объединённых Наций (ООН) называет Тайвань как «Тайвань, провинция Китая». Однако этот пункт сомнительный, учитывая, что он имеет огромное влияние на ООН как один из пяти постоянных членов Совета Безопасности ООН. Однако большинство стран не признают Тайвань, и только 13 имеют с ним дипломатические отношения.
Власти Китайской Народной Республики также обвиняют США, Японию и ЕС во вмешательстве во «внутренние дела Китая», заявляя, что Соединённые Штаты несут ответственность за отделение Тайваня от Китая и за создание «искусственных» настроений в поддержку независимости внутри страны. Тайвань. Большинство правительств, включая правительство США, заявляют, что придерживаются так называемой «Политики одного Китая», которая основана на китайском «принципе одного Китая».
Внутри Большой зелёной коалиции Тайваня существуют две основные фракции. Находящаяся сейчас у власти фракция стремится добиться официального международного признания реальности «Двух Китаев», где КНР и Китайская республика могут сосуществовать; позже Китайская республика сможет постепенно «преобразоваться» в тайваньское государство, избежав при этом крупного конфликта с КНР. Принимая во внимание, что другая фракция стремится напрямую добиться независимости Тайваня посредством более резкого и полного свержения институтов Китайской Республики на Тайване, что фракция считает нелегитимным.
Использование термина «независимость» для Тайваня может быть неоднозначным. Если некоторые сторонники заявляют, что они согласны с независимостью Тайваня, они могут иметь в виду либо идею формального создания независимого тайваньского государства, либо идею о том, что Тайвань стал синонимом нынешней Китайской Республики из Резолюции о будущем Тайваня и что Китайская республика-Тайвань уже независима (что отражено в развивающейся концепции от четырёх «нет» и «одного без» к одной стране с каждой стороны); обе эти идеи противоречат претензиям Китая (КНР).

### Вопрос об островах Цзиньмэнь и Мацзу

#### Предыстория
Когда правительство Китайской Республики (при Гоминьдане) было вынуждено отступить на Формозу и Пескадоры (Тайвань и Пэнху) в 1949 году, несколько китайских (то есть не японских) островов всё ещё оставались под контролем Гоминьдана. Поскольку Коммунистическая партия Китая так и не получила контроль над островами Цзиньмэнь, Уцю и Мацзу, теперь они управляются Китайской Республикой на Тайване как уезд Цзиньмэнь (Циньмэнь и Уцю) и уезд Лиэнцзян (Мацзу) в рамках упорядоченной провинции Фуцзянь. Острова часто вместе называют Цзиньмэнь и Мацзу или «Золотая лошадь».
Исторически уезд Цзиньмэнь и уезд Линьцзян («Мацзу») служили важными оборонительными опорными пунктами Гоминьдана в 1950–1970-х годах, символизируя передовую линию сопротивления Гоминьдана коммунистическому восстанию. Они представляли собой последнее присутствие Гоминьдана в «материковом Китае». Острова широко освещались в западных (особенно в США) средствах массовой информации во время Первого кризиса Тайваньского пролива 1954–1955 годов и Второго кризиса Тайваньского пролива 1958 года. Они сыграли очень важную роль в контексте Холодной войны, периода с 1946 по 1991 год геополитической напряженности между Советским Союзом (и его союзниками) и Соединёнными Штатами (и их союзниками).
С момента перехода к многопартийной политике (т.е. «демократизации») в 1990-х годах уезды Цзиньмэнь и Ляньцзян по сути превратились в два электората, за которые можно бороться посредством демократических выборов. В настоящее время эти два электората являются «оплотами» Гоминьдана главным образом благодаря популярному мнению среди избирателей, а не грубому контролю (как в прошлом). Два электората недавно установили тесные отношения с материком, который находится всего в 2–9 км к западу от островов, тогда как Тайвань находится примерно в 166–189 км к востоку от островов.

#### Значение островов Цзиньмэнь и Мацзу
Цзиньмэнь и Мацзу уникальны и важны по нескольким причинам.
- Острова расположены на юго-восточном побережье материкового Китая, всего в нескольких километрах от провинции Фуцзянь материкового Китая.
- Географически острова определяются как часть материкового Китая, а не Тайваня (также известного как «Формоза и Пескадоры»).
- Острова определяются как входящие в усечённую, обтекаемую[англ.] провинцию Фуцзянь (официально «Провинция Фуцзянь») Китайской Республики на Тайване.

#### Острова Цзиньмэнь и Мацзу в отношениях между двумя сторонами пролива
Как сообщается, местное правительство округа Цзиньмэнь поддерживает более сильные деловые и культурные связи с материковым Китаем, подобно Гоминьдану, и рассматривает себя в качестве важного доверенного лица (представителя) или связующего звена (координационного центра) для улучшения отношений между двумя сторонами пролива (то есть в пользу объединения Китая). В январе 2001 года прямое сообщение между уездом Цзиньмэнь (и уездом Ляньцзян) и материковым Китаем вновь открылось в рамках «трёх звений». С 2015 года Цзиньмэнь планирует стать «особой экономической зоной», в которой будет разрешена свободная торговля и свободные инвестиции между ним и соседней материковой СЭЗ Сямынь. Частично этого можно было бы достичь за счёт строительства огромного моста, соединяющего Цзиньмэнь с Сямынем через остров Малый Цзиньмэнь; С тех пор был построен мост между островами Большой Цзиньмэнь и Малый Цзиньмэнь. Кроме того, Цзиньмэнь планирует стать «университетским островом». В 2010 году «Национальный технологический институт Цзиньмэнь» был преобразован в «Национальный университет Цзиньмэнь». Округ Цзиньмэнь планирует открыть в Цзиньмэнь несколько филиалов университетов материкового Китая и заключил сделку с центральным правительством Тайваня (КР), чтобы университеты Цзиньмэнь не были ограничены теми же квотами, что и другие тайваньские университеты, с точки зрения приёма студентов из материкового Китая. В 2018 году местное правительство округа Цзиньмэнь представило новый подводный трубопровод, связывающий Цзиньмэнь с материковым Китаем, по которому можно будет импортировать питьевую воду. Эта коммерческая сделка вызвала разногласия на Тайване и привела к «противостоянию» между округом Цзиньмэнь и Советом по делам материковой части Тайваня (КР).

#### Цзиньмэнь и Мацзу в составе Тайваня
Внутри Тайваня один лагерь считает, что уезды Цзиньмэнь и Ляньцзян (Мацзу) должны быть исключены из состава потенциально независимого и суверенного тайваньского государства. Эта точка зрения согласуется с вышеупомянутыми договорами и актами, которые не определяют Цзиньмэнь и Мацзу как часть Тайваня. Этот же лагерь также считает, что КНР «позволила» Китайской Республике продолжать контролировать Цзиньмэнь и Мацзу только для того, чтобы «привязать» Тайвань к материковому Китаю. Тот факт, что КНР пропагандирует Цзиньмэнь и Мацу, свидетельствует о том, что это хотя бы в определённой степени верно. В гипотетическом сценарии, когда Цзиньмэнь и Мацу будут оставлены тайваньским государством, они, скорее всего, будут «переданы» Китайской Народной Республике посредством мирного договора, официально положившего конец гражданской войне в Китае.
Также на Тайване второй лагерь считает, что Цзиньмэнь и Мацзу принадлежат Тайваню. Этот лагерь считает, что Китайская Республика и Тайвань стали синонимом друг другу. Следуя этой логике, Тайвань фактически владеет всеми теми же территориями, которыми, как утверждается, владеет Китайская Республика. Среди этих территорий — Цзиньмэнь и Мацзу. Если будет создано потенциальное тайваньское государство, этот лагерь считает, что новая страна на самом деле станет государством-преемником Китайской Республики, а не совершенно новой страной. Следовательно, если независимость Тайваня будет успешно достигнута, то острова Цзиньмэнь и Мацзу гипотетически перестанут управляться как «провинция Фуцзянь», а вместо этого будут просто классифицированы как «острова-спутники Тайваня» (во многом так же, как и Пэнху).
Несмотря на разные взгляды этих двух лагерей, на Тайване существует общее понимание того, что Цзиньмэнь и Мацзу не являются частью исторического региона «Тайвань», поскольку никогда не управлялись следующими режимами: Голландская Формоза, Испанская Формоза, Королевство Дуннин, Республика Формоза и Японская Формоза. Кроме того, Цзиньмэнь и Мацзу в течение нескольких лет пережили уникальную историю в качестве военных форпостов Китайской Республики, что ещё больше отделяло острова от Тайваня с точки зрения культуры.

## Позиции сторон
Вопросы независимости и взаимоотношений острова с материковым Китаем сложны и вызывают очень сильные эмоции среди тайваньцев. Некоторые продолжают придерживаться позиции Гоминьдана, согласно которой Китайская республика является единственным законным правительством всего Китая (частью которого они считают Тайвань), и что целью правительства должно быть окончательное объединение материкового Китая и Тайваня под властью Китайской Республики. Некоторые утверждают, что Тайвань был и должен оставаться полностью независимым от Китая и должен стать тайваньским государством с отдельным названием. Кроме того, существует множество позиций, охватывающих весь спектр между этими двумя крайностями, а также разные мнения о том, как лучше всего справиться с любой ситуацией, если она когда-либо реализуется.
25 октября 2004 года в Пекине госсекретарь США Колин Пауэлл заявил, что Тайвань «не является суверенным», что вызвало резкие комментарии как со стороны Большой зелёной коалиции, так и со стороны Большой синей коалиции – но по совершенно разным причинам. Со стороны ДПП президент Чэнь заявил, что «Тайвань определенно является суверенной, независимой страной, великой страной, которая абсолютно не принадлежит Китайской Народной Республике». Тайваньский союз солидарности раскритиковал Пауэлла и задался вопросом, почему США продавали оружие Тайваню, если он не является суверенным государством. Тогдашний председатель Гоминьдана Ма Инцзю объявил: «Китайская Республика была суверенным государством с момента своего образования [в 1912 году]». Председатель Первой народной партии, выступающий за объединение, Джеймс Сун назвал это «крупнейшим провалом Тайваня в дипломатии».

### Поддержка независимости
Первая точка зрения рассматривает движение за независимость Тайваня как националистическое движение. Исторически такова была точка зрения таких групп, выступающих за независимость, как движение Танвай (которое позже переросло в Демократическую прогрессивную партию), которые утверждали, что Китайская республика при Гоминьдане была «иностранным режимом», насильственно навязанным Тайваню. С 1990-х годов сторонники независимости Тайваня больше не активно выдвигают этот аргумент. Вместо этого аргументом было то, что для того, чтобы выжить при растущей мощи КНР, Тайвань должен рассматривать себя как отдельное и отличное от «Китая» образование. Такое изменение взглядов предполагает: (1) удаление названия «Китай» из официальных и неофициальных материалов на Тайване, (2) изменения в учебниках по истории, в которых теперь Тайвань изображается как центральное образование, (3) содействие использованию языка хоккиен. Язык в правительстве и системе образования, (4) сокращение экономических связей с материковым Китаем и (5) продвижение общего мнения о том, что Тайвань является отдельным образованием. Целью этого движения является возможное создание страны, в которой Китай является иностранным образованием, а Тайвань является международно признанной страной, отдельной от любого понятия «Китай». Предлагаемое «государство Тайвань» исключит такие территории, как Цзиньмэнь и Мацзу у побережья провинции Фуцзянь, а также некоторые острова в Южно-Китайском море, которые исторически не были частью Тайваня. Некоторые сторонники независимости Тайваня утверждают, что Сан-Францисский договор оправдывает независимость Тайваня, не предоставляя Тайвань явно ни Китайской республике, ни КНР, хотя ни КНР, ни правительство Китайской Республики не принимают такое юридическое обоснование. Также считается, что в случае провозглашения формальной независимости внешняя политика Тайваня будет ещёё больше склоняться в сторону Японии и Соединённых Штатов, а также рассматривается желательный вариант создания Совета опеки Организации Объединённых Наций.
Партия независимости Тайваня (ПНТ) получила одно место в Законодательном юане на выборах в законодательные органы 1998 года. Тайваньский союз солидарности был основан в 2001 году и также поддерживает независимость. Хотя на выборах он получил большую законодательную поддержку, чем ПНТ, представительство ТСС в законодательных органах со временем снизилось. В 2018 году политические партии и организации, требующие референдума о независимости Тайваня, сформировали альянс для достижения своей цели. Альянс Формозы был создан 7 апреля 2018 года из-за ощущения кризиса на фоне растущего давления со стороны Китая с целью объединения. Альянс хотел провести референдум о независимости Тайваня в апреле 2019 года, изменить название острова с «Китайской Республики» на «Тайвань» и подать заявку на членство в Организации Объединённых Наций. В августе 2019 года была основана ещё одна партия, поддерживающая независимость, — Альянс Тайваньской партии действия.

### Поддержка статус-кво
Вторая точка зрения заключается в том, что Тайвань уже является независимым государством с официальным названием «Китайская Республика», которое было независимым (т.е. де-факто отдельно от материкового Китая/де-юре отдельно от КНР) с момента окончания гражданской войны в Китае в 1949 году. , когда Китайская республика потеряла контроль над материковым Китаем, и под её управлением остались только Тайвань (включая острова Пэнху), Цзиньмэнь, острова Мацзу у побережья провинции Фуцзянь и некоторые острова в Южно-Китайском море. Хотя ранее ни одна крупная политическая фракция не придерживалась этой точки зрения, поддерживающей статус-кво, поскольку это «компромисс» перед лицом угроз КНР и американских предостережений против одностороннего провозглашения независимости, ДПП объединила её со своими традиционными убеждениями, чтобы сформировать свою последнюю официальную политику. Эта точка зрения не была принята более радикальными группами, такими как Тайваньский союз солидарности, которые поддерживают только третью точку зрения, описанную выше, и выступают за Республику или Государство Тайвань. Кроме того, многие члены Большой синей коалиции довольно подозрительно относятся к этой точке зрения, опасаясь, что принятие такого определения независимости Тайваня является просто неискренней скрытой тактической попыткой продвижения декитаизации и третьего взгляда на независимость Тайваня. В результате сторонники Большой синей коалиции склонны проводить чёткое различие между независимостью Тайваня и суверенитетом Тайваня, в то время как сторонники Большой зелёной коалиции склонны пытаться стереть различие между ними.
Большинство тайваньских и политических партий Китайской Республики поддерживают статус-кво и признают, что это де-факто независимость посредством суверенного самоуправления. Даже среди тех, кто считает, что Тайвань является и должен оставаться независимым, угроза войны со стороны КНР смягчает их подход, и они склонны поддерживать сохранение статус-кво, а не следовать идеологическому пути, который может привести к войне с КНР. Когда президент Ли Дэнхуэй выдвинул политику двух государств, он получил поддержку 80%. Аналогичная ситуация возникла, когда президент Чэнь Шуйбянь заявил, что на каждой стороне Тайваньского пролива находится «по одной стране с каждой стороны по одной стране». По сей день стороны расходятся во мнениях, иногда резко, по таким вещам, как территория, название (Китайская Республика или Тайвань), будущая политика и интерпретация истории. Большая синяя коалиция и КНР полагают, что Ли Дэнхуэй и Чэнь Шуйбянь намерены публично продвигать умеренную форму независимости Тайваня, чтобы тайно продвигать более глубокие формы независимости Тайваня, и что они намерены использовать народную поддержку для Тайвань за политическое отделение, чтобы продвигать идеи культурного и экономического разделения.

### Оппозиция независимости
Третья точка зрения, выдвинутая правительством КНР и националистами Гоминьдана, определяет независимость Тайваня как «отделение Тайваня от Китая, вызывающее разделение нации и народа». То, что КНР утверждает в этом заявлении, по мнению сторонников независимости Тайваня, несколько двусмысленно, поскольку некоторые заявления КНР, похоже, отождествляют Китай исключительно и бескомпромиссно с КНР. Другие предлагают более широкое и гибкое определение, предполагающее, что и материковый Китай, и Тайвань являются частями, образующими одно культурное и географическое целое, хотя и разделены политически как пережиток гражданской войны в Китае. КНР считает себя единственным законным правительством всего Китая, а Китайская республика — несуществующей организацией, заменённой в результате коммунистической революции, которая завершилась успехом в 1949 году. Таким образом, утверждения о том, что Китайская республика является суверенным государством, истолковываются как поддержка независимости Тайваня, поэтому предложения об изменении названия Китайская республика. Такое изменение названия встречает ещё большее неодобрение, поскольку оно отвергает Тайвань как часть Большого Китая (как одну из сторон всё ещё неразрешённой гражданской войны в Китае). До 1971 года Китайская Республика признавалась ООН в качестве единственного законного правительства Китая. В том же году была принята Резолюция ООН № 2758, и КНР стала признана ООН законным правительством Китая. Китайские националисты назвали движение за независимость Тайваня и его сторонников ханьцзянь (предателями).

## Опросы общественного мнения
В опросе общественного мнения, проведенном на Тайване Советом по делам материка в 2019 году, 27,7% респондентов поддержали независимость Тайваня: 21,7% заявили, что статус-кво пока необходимо сохранить, но Тайвань должен стать независимым в будущем, а 6% заявили, что независимость должна быть провозглашена как можно скорее. 31% респондентов поддержали нынешнюю ситуацию в её нынешнем виде, 10,3% согласились на объединение с материком, а 1,4% заявили, что это должно произойти как можно скорее.
Несколько опросов показали рост поддержки независимости Тайваня за три десятилетия после 1990 года. По данным опроса Тайваньского фонда общественного мнения (ТФОМ), проведенного в июне 2020 года, 54% респондентов поддержали независимость Тайваня де-юре, 23,4% предпочли сохранить статус-кво, 12,5 % высказались за объединение с Китаем, а 10% не придерживались какой-либо конкретной точки зрения по этому поводу. Это представляет собой самый высокий уровень поддержки независимости Тайваня с момента первого проведения опроса в 1991 году. Более поздний опрос ТФОМ, проведенный в 2022 году, показал аналогичные результаты. Центр изучения выборов Государственного университета Чжэнчжи, исследование «Независимость Тайваня против объединения с материком» показывает устойчивый рост числа респондентов, выбирающих «сохранить статус-кво и двигаться к независимости в будущем», с момента его начала в 1994 году. Однако вариант «сохранить статус-кво» на неопределённый срок» имел аналогичный рост за тот же период, и самым популярным вариантом был «сохранить статус-кво и решить в будущем между независимостью или объединением» каждый год в период с 1994 по 2022 год. Вариант «независимость как можно скорее» никогда не превышал 10% за тот же период. «объединение как можно скорее» было более непопулярным - никогда не превышало 4,5%.
| Дата(ы) проведения | Опросная фирма | Размер выборки | Погрешность | Независимость | Воссоединение | Статус-кво | Нет мнения | Ведущий |
| ------------------ | -------------- | -------------- | ----------- | ------------- | ------------- | ---------- | ---------- | ------- |
| 17–21 октября 2019 | MAC            | 1,073          | ±2.99 pp    | 27.7%         | 10.3%         | 56.8%      | 5.2%       | 29.1%   |
| 21–24 ноября 2019  | CWMSC          | 1,073          | ±2.99 pp    | 32%           | 5.5%          | 58.1%      | 4.4%       | 26.1%   |
| 15–16 июня 2020    | TPOF           | 1,074          | ±2.99 pp    | 54%           | 12.5%         | 23.4%      | 10%        | 30.6%   |
| 8–9 августа 2022   | TPOF           | 1,035          | ±3.05 pp    | 50%           | 11.8%         | 25.7%      | 12.5%      | 24.3%   |

| Год проведения | Размер выборки | Независимость как можно скорее | Поддерживать статус-кво, двигаться к независимости | Поддерживать статус-кво, принимать решение позже. | Поддерживать статус-кво на неопределённый срок | Поддерживать статус-кво, двигаться к объединению | Воссоединение как можно скорее | Нет мнения |
| -------------- | -------------- | ------------------------------ | -------------------------------------------------- | ------------------------------------------------- | ---------------------------------------------- | ------------------------------------------------ | ------------------------------ | ---------- |
| 1994           | 1,209          | 3.1%                           | 8.0%                                               | 38.5%                                             | 9.8%                                           | 15.6%                                            | 4.4%                           | 20.5%      |
| 1995           | 21,402         | 3.5%                           | 8.1%                                               | 26.3%                                             | 15.6%                                          | 19.4%                                            | 2.3%                           | 26.3%      |
| 1996           | 10,666         | 4.1%                           | 9.5%                                               | 30.5%                                             | 15.3%                                          | 19.5%                                            | 2.5%                           | 18.6%      |
| 1997           | 3,910          | 5.7%                           | 11.5%                                              | 30.5%                                             | 16.3%                                          | 17.3%                                            | 3.2%                           | 15.4%      |
| 1998           | 14,063         | 5.7%                           | 11.5%                                              | 30.3%                                             | 15.9%                                          | 15.9%                                            | 2.1%                           | 18.7%      |
| 1999           | 9,273          | 4.7%                           | 13.6%                                              | 30.9%                                             | 18.8%                                          | 15.2%                                            | 2.2%                           | 15.2%      |
| 2000           | 11,062         | 3.1%                           | 11.6%                                              | 29.5%                                             | 19.2%                                          | 17.3%                                            | 2.0%                           | 17.4%      |
| 2001           | 10,679         | 3.7%                           | 10.5%                                              | 35.9%                                             | 16.4%                                          | 17.5%                                            | 2.8%                           | 10.5%      |
| 2002           | 10,003         | 4.3%                           | 13.8%                                              | 36.2%                                             | 15.0%                                          | 15.7%                                            | 2.5%                           | 12.4%      |
| 2003           | 14,247         | 6.2%                           | 14.5%                                              | 35.0%                                             | 18.0%                                          | 11.9%                                            | 1.8%                           | 12.5%      |
| 2004           | 34,854         | 4.4%                           | 15.2%                                              | 36.5%                                             | 20.9%                                          | 10.6%                                            | 1.5%                           | 11.0%      |
| 2005           | 7,939          | 6.1%                           | 14.2%                                              | 37.3%                                             | 19.9%                                          | 12.3%                                            | 1.8%                           | 8.5%       |
| 2006           | 13,193         | 5.6%                           | 13.8%                                              | 38.7%                                             | 19.9%                                          | 12.1%                                            | 2.0%                           | 7.9%       |
| 2007           | 13,910         | 7.8%                           | 13.7%                                              | 36.8%                                             | 18.4%                                          | 10.0%                                            | 1.9%                           | 11.4%      |
| 2008           | 16,280         | 7.1%                           | 16.0%                                              | 35.8%                                             | 21.5%                                          | 8.7%                                             | 1.5%                           | 9.4%       |
| 2009           | 20,244         | 5.8%                           | 15.0%                                              | 35.1%                                             | 26.2%                                          | 8.5%                                             | 1.3%                           | 8.1%       |
| 2010           | 13,163         | 6.2%                           | 16.2%                                              | 35.9%                                             | 25.4%                                          | 9.0%                                             | 1.2%                           | 6.1%       |
| 2011           | 23,779         | 4.6%                           | 15.6%                                              | 33.8%                                             | 27.4%                                          | 8.8%                                             | 1.5%                           | 8.2%       |
| 2012           | 18,011         | 4.8%                           | 15.1%                                              | 33.9%                                             | 27.7%                                          | 8.7%                                             | 1.7%                           | 8.1%       |
| 2013           | 13,359         | 5.7%                           | 17.2%                                              | 32.6%                                             | 26.3%                                          | 9.2%                                             | 1.9%                           | 7.2%       |
| 2014           | 20,009         | 5.9%                           | 18.0%                                              | 34.3%                                             | 25.2%                                          | 7.9%                                             | 1.3%                           | 7.3%       |
| 2015           | 22,509         | 4.3%                           | 17.9%                                              | 34.0%                                             | 25.4%                                          | 8.1%                                             | 1.5%                           | 8.8%       |
| 2016           | 15,099         | 4.6%                           | 18.3%                                              | 33.3%                                             | 26.1%                                          | 8.5%                                             | 1.7%                           | 7.4%       |
| 2017           | 13,455         | 5.1%                           | 17.2%                                              | 33.1%                                             | 25.3%                                          | 10.1%                                            | 2.3%                           | 6.9%       |
| 2018           | 9,490          | 5.0%                           | 15.1%                                              | 33.4%                                             | 24.0%                                          | 12.8%                                            | 3.1%                           | 6.6%       |
| 2019           | 16,276         | 5.1%                           | 21.8%                                              | 29.8%                                             | 27.8%                                          | 7.5%                                             | 1.4%                           | 6.5%       |
| 2020           | 11,490         | 6.6%                           | 25.8%                                              | 28.8%                                             | 25.5%                                          | 5.6%                                             | 1.0%                           | 6.8%       |
| 2021           | 12,026         | 6.0%                           | 25.1%                                              | 28.4%                                             | 27.3%                                          | 6.0%                                             | 1.4%                           | 5.8%       |
| 2022           | 12,173         | 5.2%                           | 24.4%                                              | 27.7%                                             | 29.4%                                          | 5.9%                                             | 1.3%                           | 6.0%       |
| 2023           | 7,154          | 4.5%                           | 21.4%                                              | 28.6%                                             | 32.1%                                          | 5.8%                                             | 1.6%                           | 6.0%       |